# Burg Mildenstein
Die Burg Mildenstein, früher auch Schloss Mildenstein oder Burg Leisnig genannt, liegt in Leisnig im Landkreis Mittelsachsen im Freistaat Sachsen. Sie zählt zu den großen Landesburgen, die seit dem 10./11. Jahrhundert prägende Herrschaftsmittelpunkte waren. Wiprecht von Groitzsch, Kaiser Friedrich Barbarossa und vor allem die ansässigen Burggrafen von Leisnig haben dort ihre baulichen Spuren hinterlassen. Der 32 m hohe, noch begehbare Bergfried und die Burgkapelle zeugen vom Mittelalter. Nach 1365 errichtete schließlich der wettinische Markgraf Wilhelm I. „der Einäugige“ das Vorderschloss und gab der großen Burganlage das heutige Aussehen. Die Burg Mildenstein ist Eigentum des Freistaates Sachsen und wird verwaltet von der „Staatliche Schlösser, Burgen und Gärten Sachsen gemeinnützige GmbH“.

## Lage
Die Spornburg liegt auf einem Sporn oberhalb der Freiberger Mulde. Sie hieß im hohen Mittelalter immer Burg Leisnig; erst seit dem ausgehenden 14. Jahrhundert wird sie als Burg Mildenstein (nach einer älteren, 1232 zerstörten Burganlage) bezeichnet.

## Geschichte
Schon vor der Errichtung der Burg wurde der Sporn über der Freiberger Mulde in frühgeschichtlicher Zeit besiedelt. Die Burg wurde als Reichsburg bereits im 10. Jahrhundert errichtet und gehört damit zu den ältesten Burgen der sächsischen Siedlungsgebiete, zusammen mit dem Meißner Burgberg und Schloss Altenburg. Sie fand erstmals 1046 als Bestandteil der Burgwardorganisation im deutschen Markengebiet in der Schenkungsurkunde der Burgwarde Colditz, Rochlitz und Leisnig durch Kaiser Heinrich III. an seine Gemahlin Agnes von Poitou Erwähnung. 1084 vergab der nachfolgende Kaiser Heinrich IV. die Burg seinem im Altsiedlungsgebiet etablierten Dienstmann Wiprecht von Groitzsch. Aus der Zeit um 1100 stammt auch die romanische Burgkapelle, ältester erhaltener Bau auf der Burg.
Durch Heirat von Wiprechts Enkelin Mathilde (Mechthild) mit Rapoto von Abenberg kam die Burg Mildenstein im Jahr 1143 an diesen fränkischen Grafen. Er verkaufte sie im Jahr 1148 an Herzog Friedrich III. von Schwaben, den späteren Kaiser Friedrich I. (Barbarossa), der sie 1158 erneut in Reichsgut umwandelte. Sie war seitdem ein Herrschaftszentrum des Pleißenlands. Burg und Zubehör vergab Barbarossa sodann als Lehen an die Burggrafen von Leisnig. Im Jahre 1188 urkundete der Kaiser selbst in Leisnig. Zu seiner Zeit wurde die Kapelle umgebaut und auch der Bergfried im Innenhof errichtet (letztes Drittel des 12. Jahrhunderts). Unten besteht er aus mächtigen Quadersteinen wie sie für diese Zeit typisch sind, oben ist er aus gestrichenen Backsteinen errichtet, sauber und ohne Bruchsteinverbund, wie er im 14. Jahrhundert üblich wurde. Der alte Hocheingang liegt 13 Meter über dem Hof und war nur über Leitern, Strickleitern oder eine abwerfbare Holztreppe zugänglich. Auch das jetzige Tor stammt aus dem späten 12./frühen 13. Jahrhundert. Der Bergfried in der Vorburg wurde in der ersten Hälfte des 13. Jahrhunderts errichtet, die Kapelle um 1400 bis 1420 um den gotischen Chor erweitert.
Die Burggrafen von Leisnig gehörten zeitweise zu den mächtigsten Herrschaftsträgern im Muldenland, doch im 14. Jahrhundert unterlagen sie den aufstrebenden Markgrafen von Meißen, die 1365 die Burg eroberten und die Burggrafen zum Verkauf ihrer Burggrafschaft zwangen. Im ausgehenden 14. Jahrhundert wurde die Burg unter Markgraf Wilhelm I. grundlegend für repräsentative Zwecke – Kornhaus, Herrenhaus und Pagenhaus entstanden – umgebaut, ähnlich wie Schloss Rochlitz, als Residenz aber nie genutzt und verblieb als wettinischer Amtssitz (Amt Leisnig) in relativer Bedeutungslosigkeit.
1706/07 wählte der polnische Gegenkönig zu August dem Starken, Stanislaus I. Leszczyński, die Burg Mildenstein vorübergehend als Aufenthaltsort, während seine schwedischen Verbündeten das Kurfürstentum besetzt hielten. Im 18. und 19. Jahrhundert befanden sich in der Burg in Nachfolge des Amtes Leisnig das Justizamt Leisnig, das Gerichtsamt Leisnig und das Amtsgericht Leisnig, Gefängnis und Beamtenwohnungen. Ab 1798 legte die Familie Mirus um den Burgberg einen romantischen Park an, als dessen bedeutendster Teil die qualitätsvolle Ruinenarchitektur mit Felsentunnel aus dem Jahr 1866 anzusehen ist.
1890 begann die museale Nutzung der Burg durch den Leisniger Geschichts- und Altertumsverein. 1964 wurde auf dem Burggelände auf 5 Hektar ein Heimattiergarten angelegt, der zeitweise über 150 Tiere in 30 Arten und Formen beherbergte, darunter auch Affen, Braunbären und Wölfe.
1990 wurde der Heimattierpark geschlossen. Der Rittersaal wurde rekonstruiert. Der im Innenhof stehende 32 Meter hohe Bergfried ist als Aussichtsturm besteigbar und bietet einen guten Blick auf Leisnig und das Muldental.

## Bilder

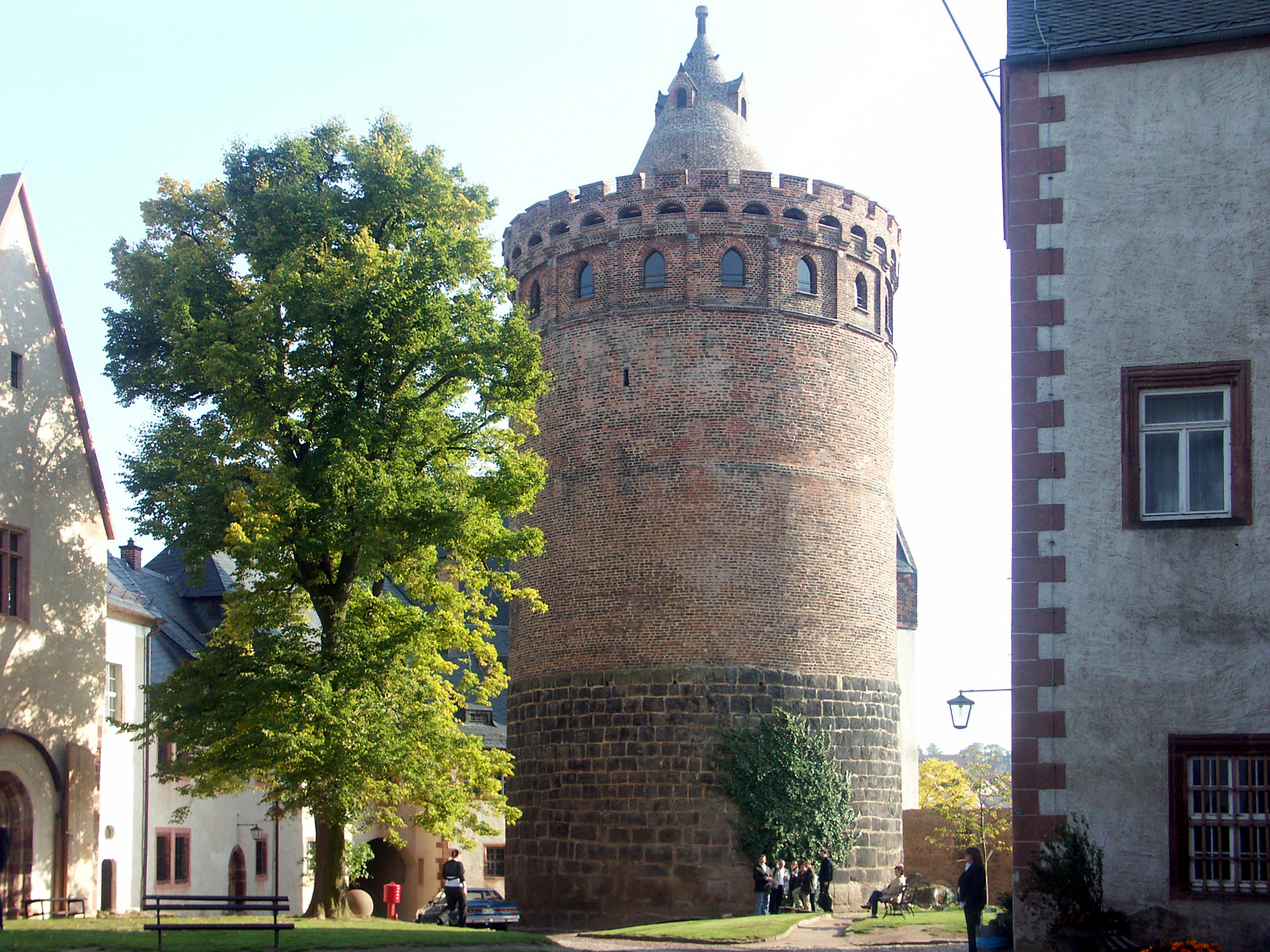
Besteigbarer Bergfried
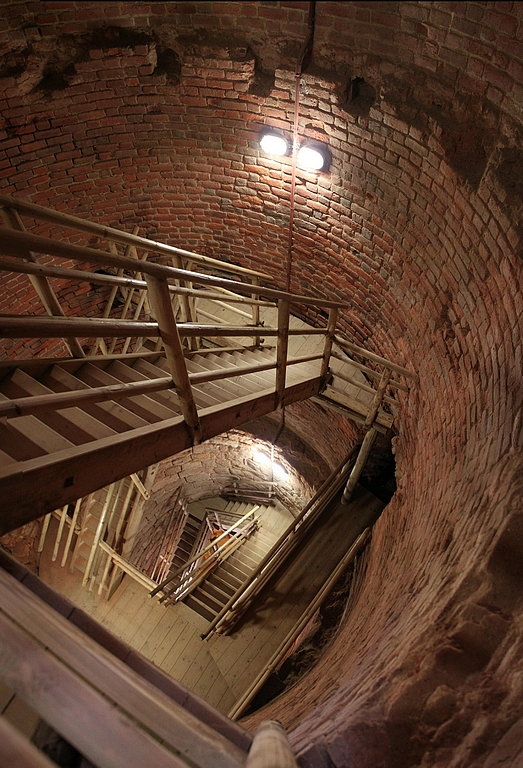
Inneres des Bergfrieds
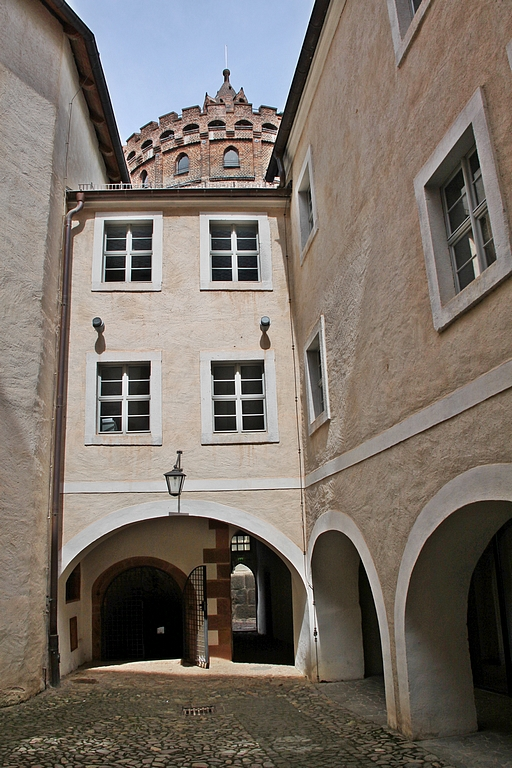
Vorderschloss Innenhof
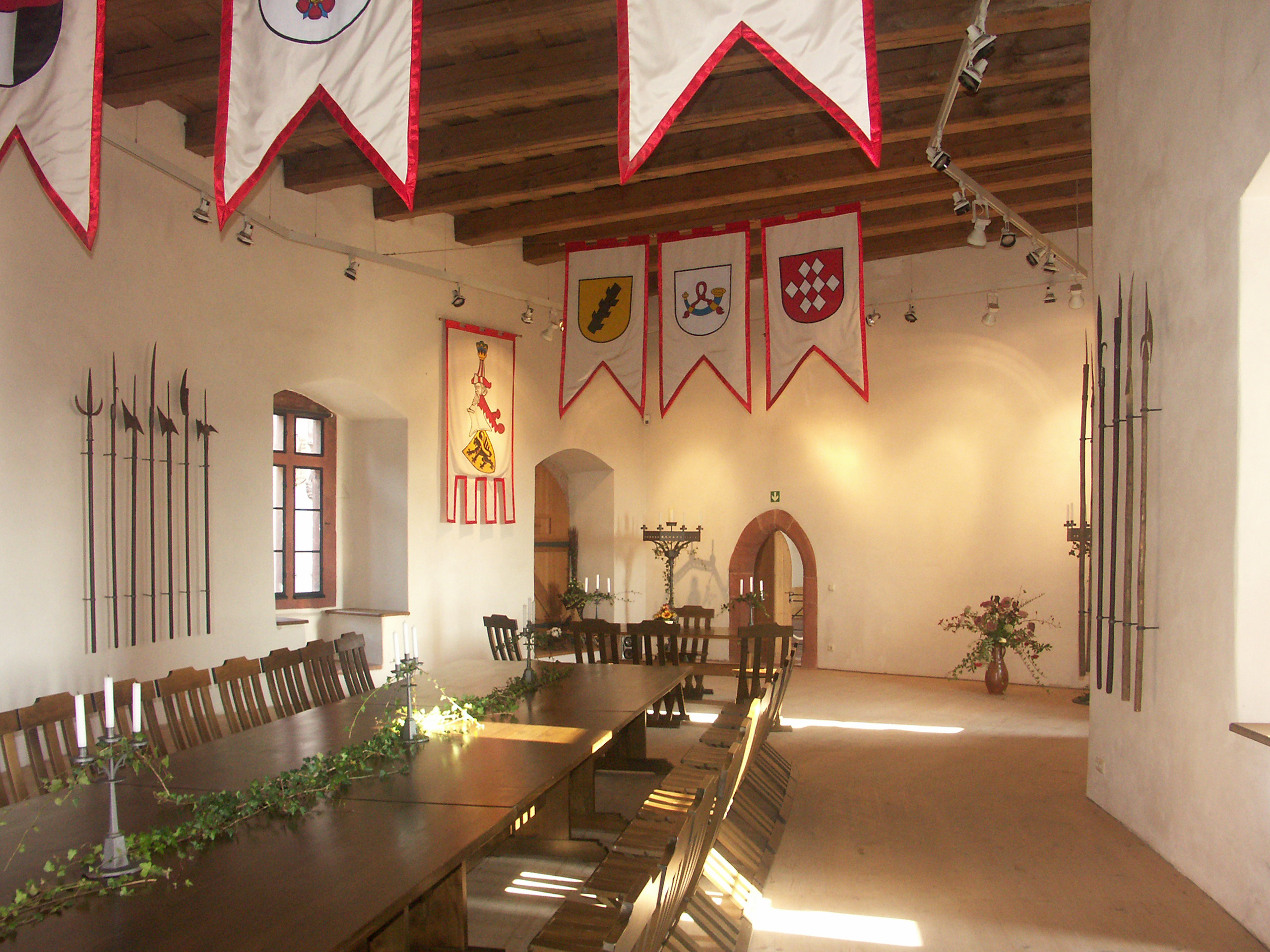
Vorderschloss – Rittersaal
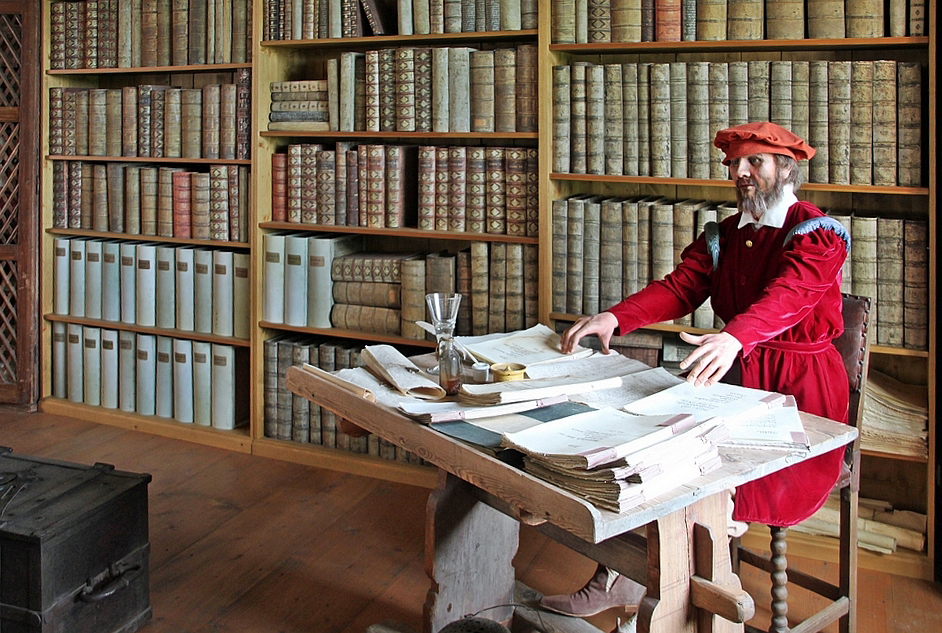
Vorderschloss – Amtsstube
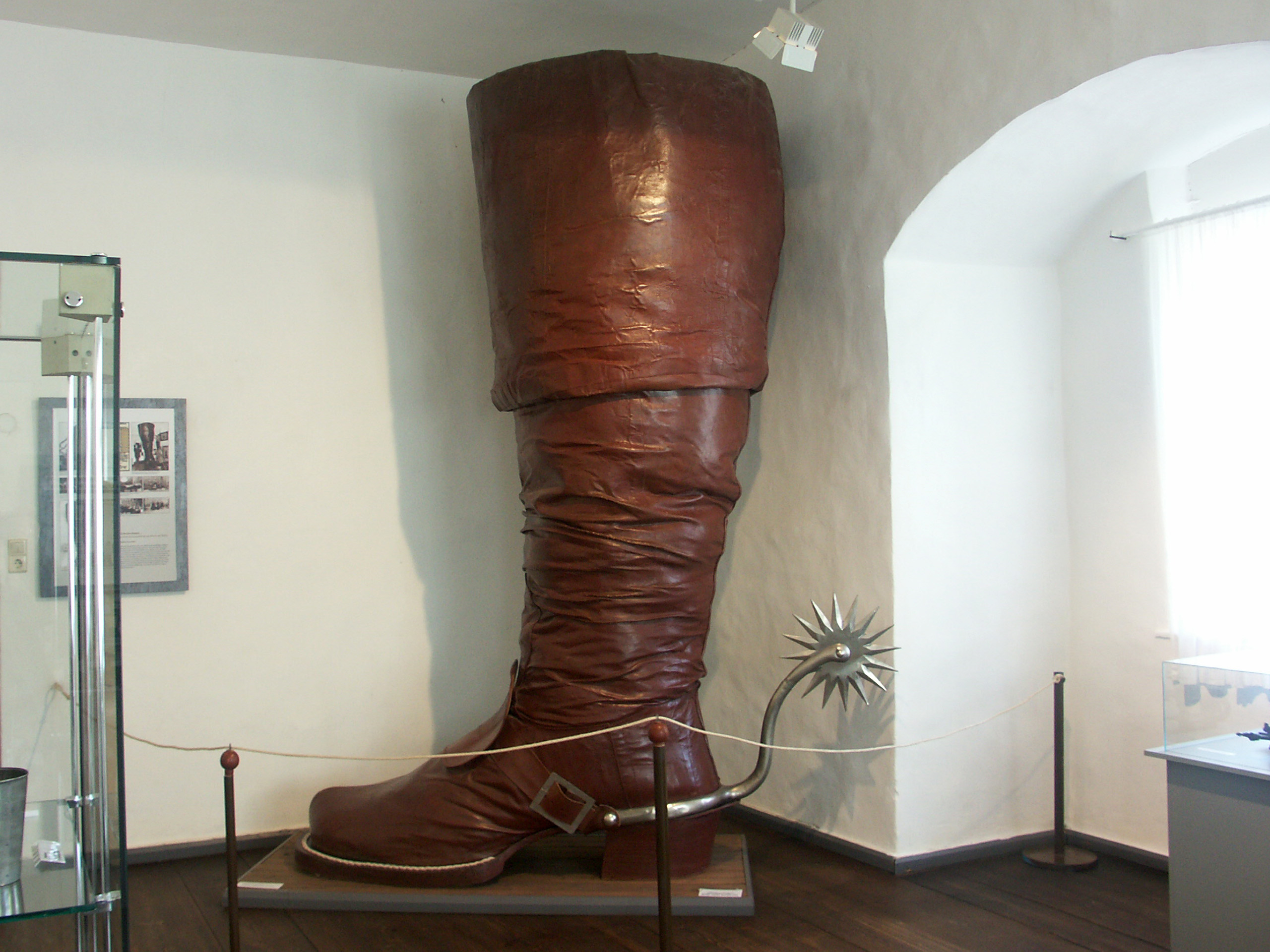
Der (erste) Döbelner Riesenstiefel
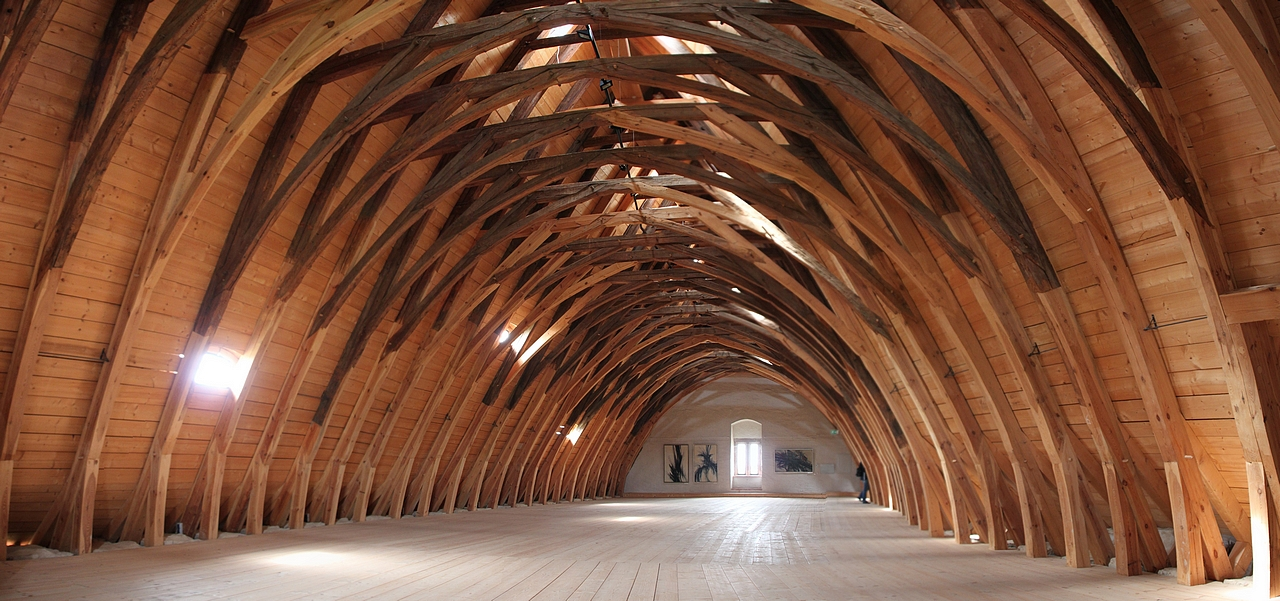
Vorderschloss – Kornhausboden (1374)
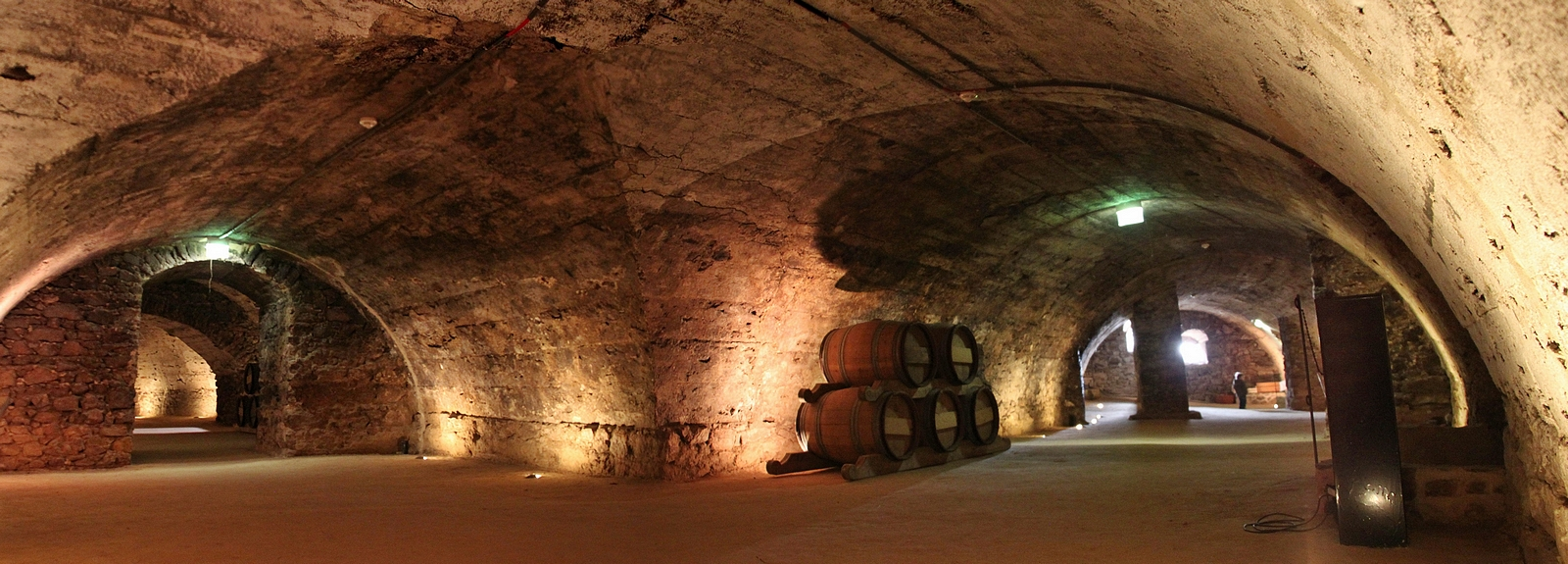
Vorderschloss – Kellergewölbe
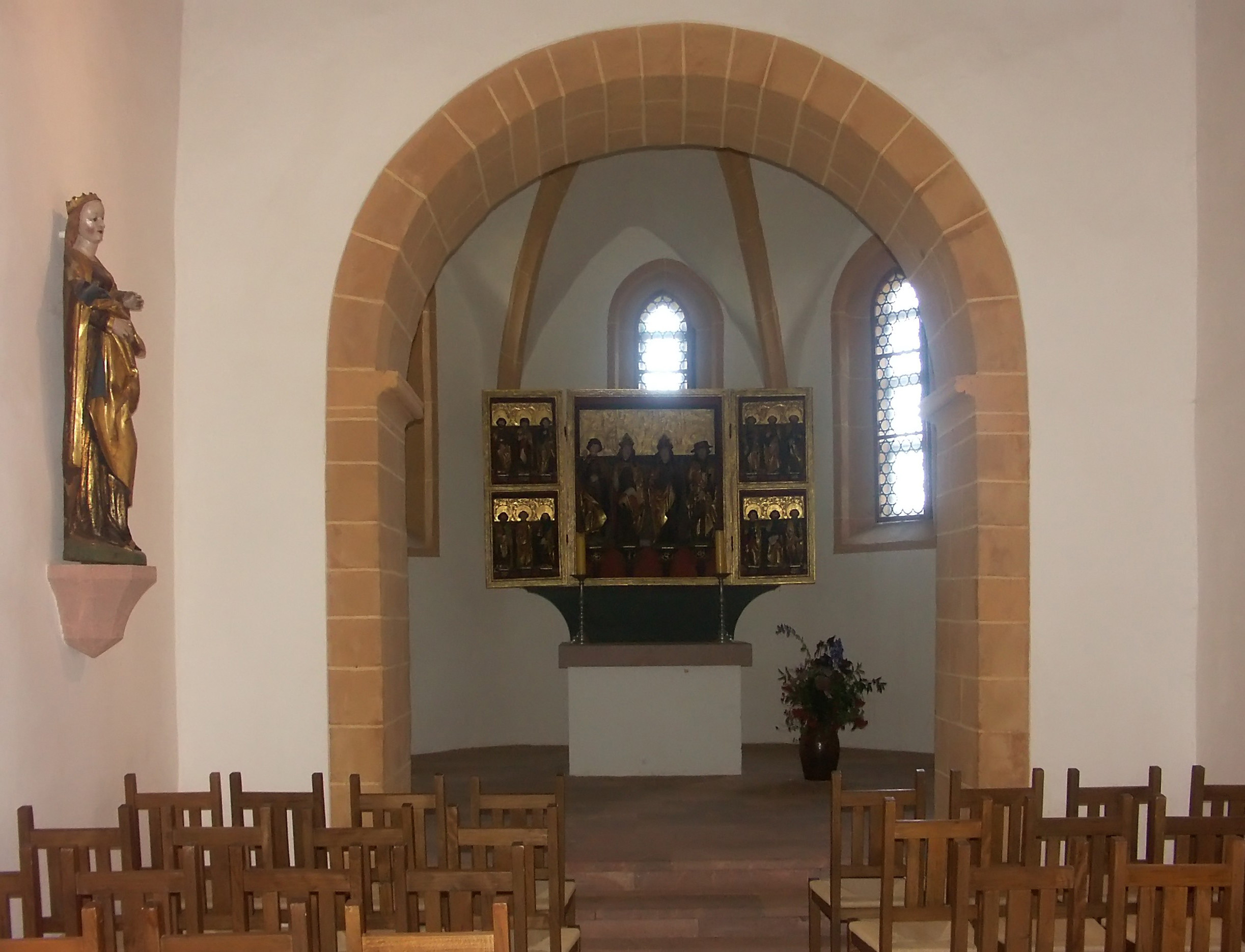
Mittelschloss – Burgkapelle
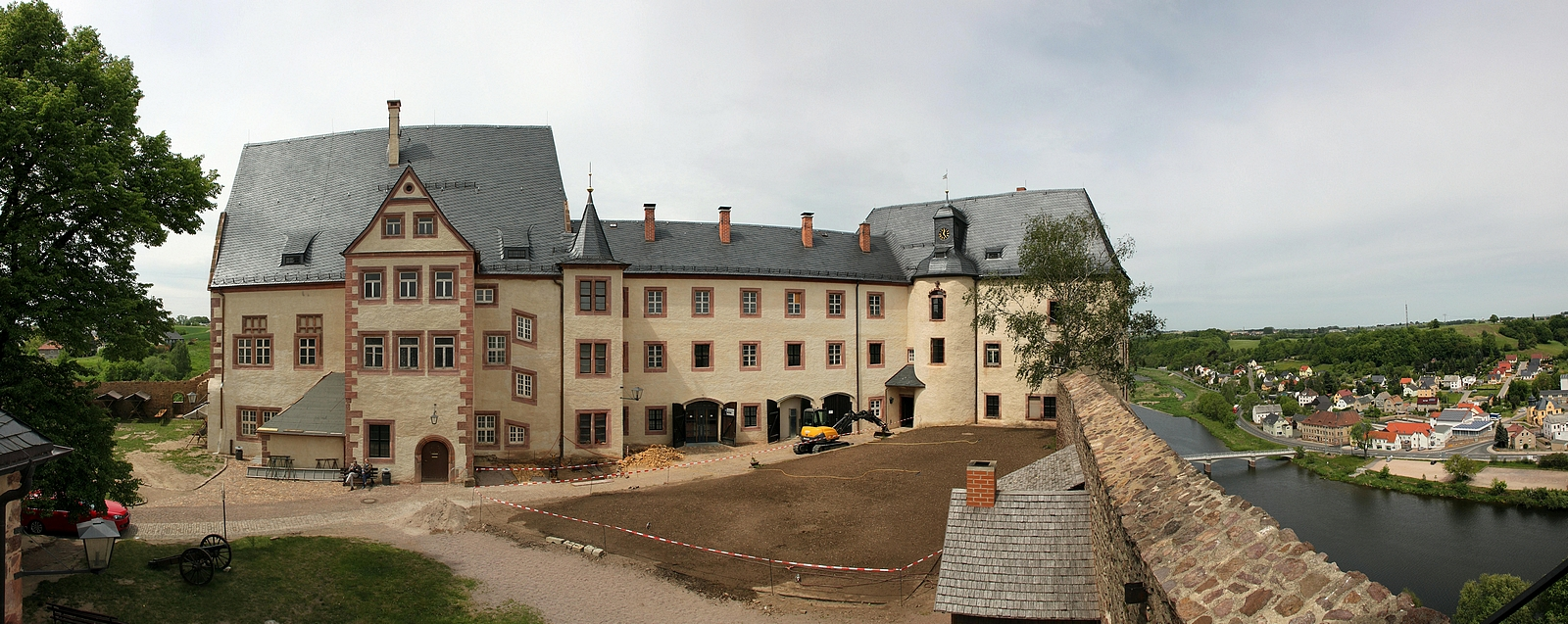
Hinterschloss
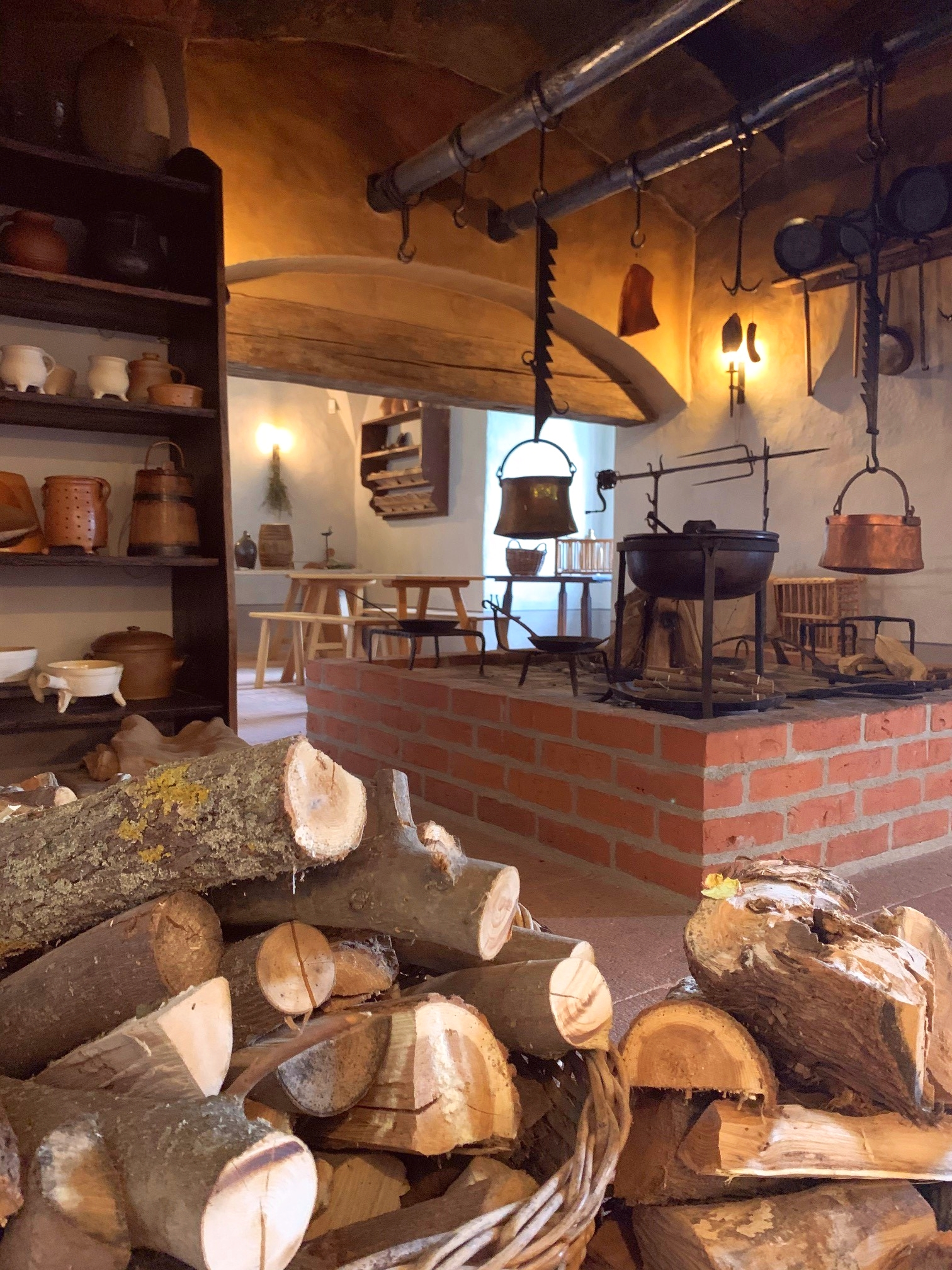
Schwarzküche im Herrenhaus
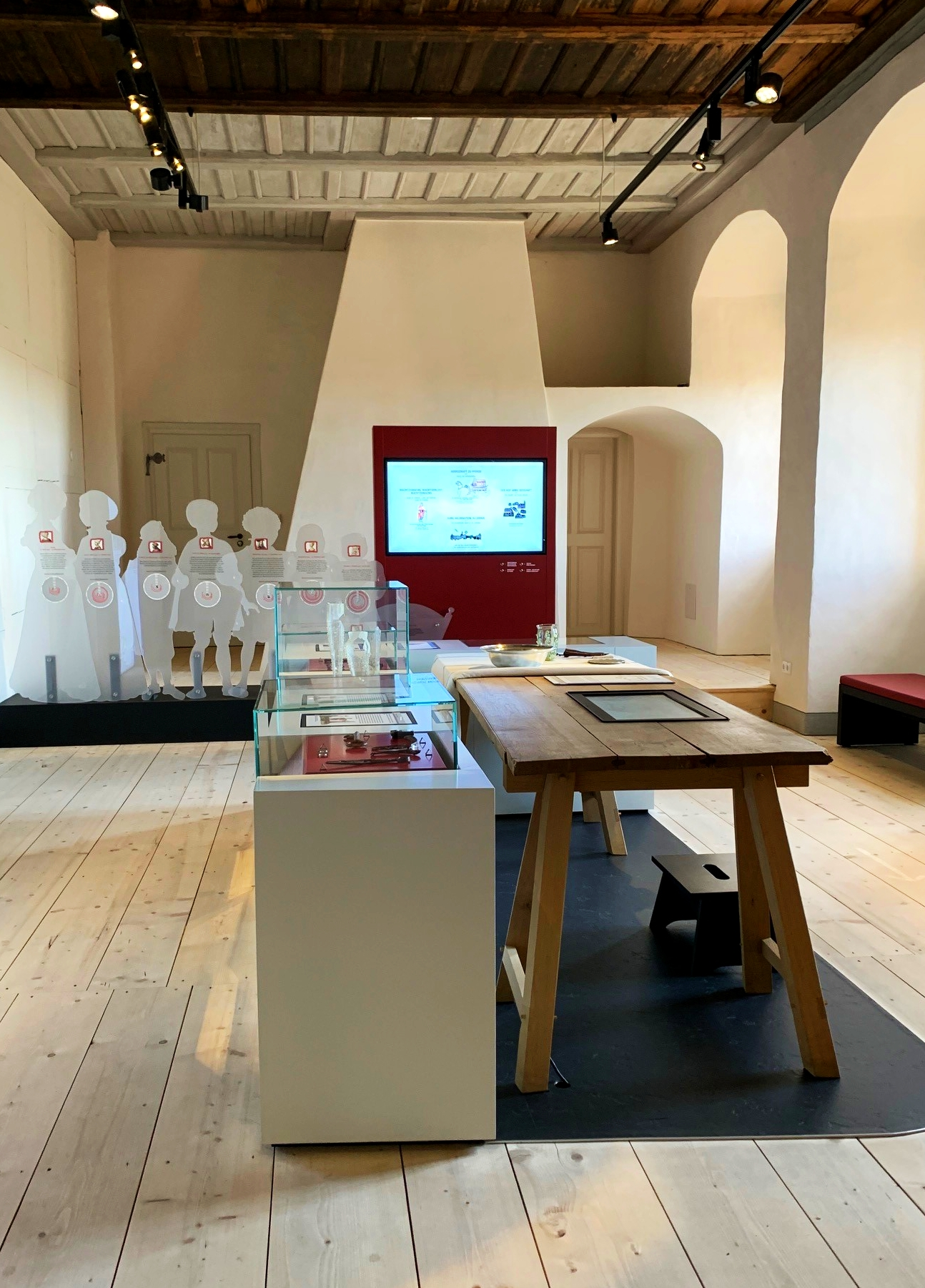
Ausstellung zum Hof der jungen Herrschaft im Herrenhaus

## Ehemalige zweite Vorburg (Burglehn)

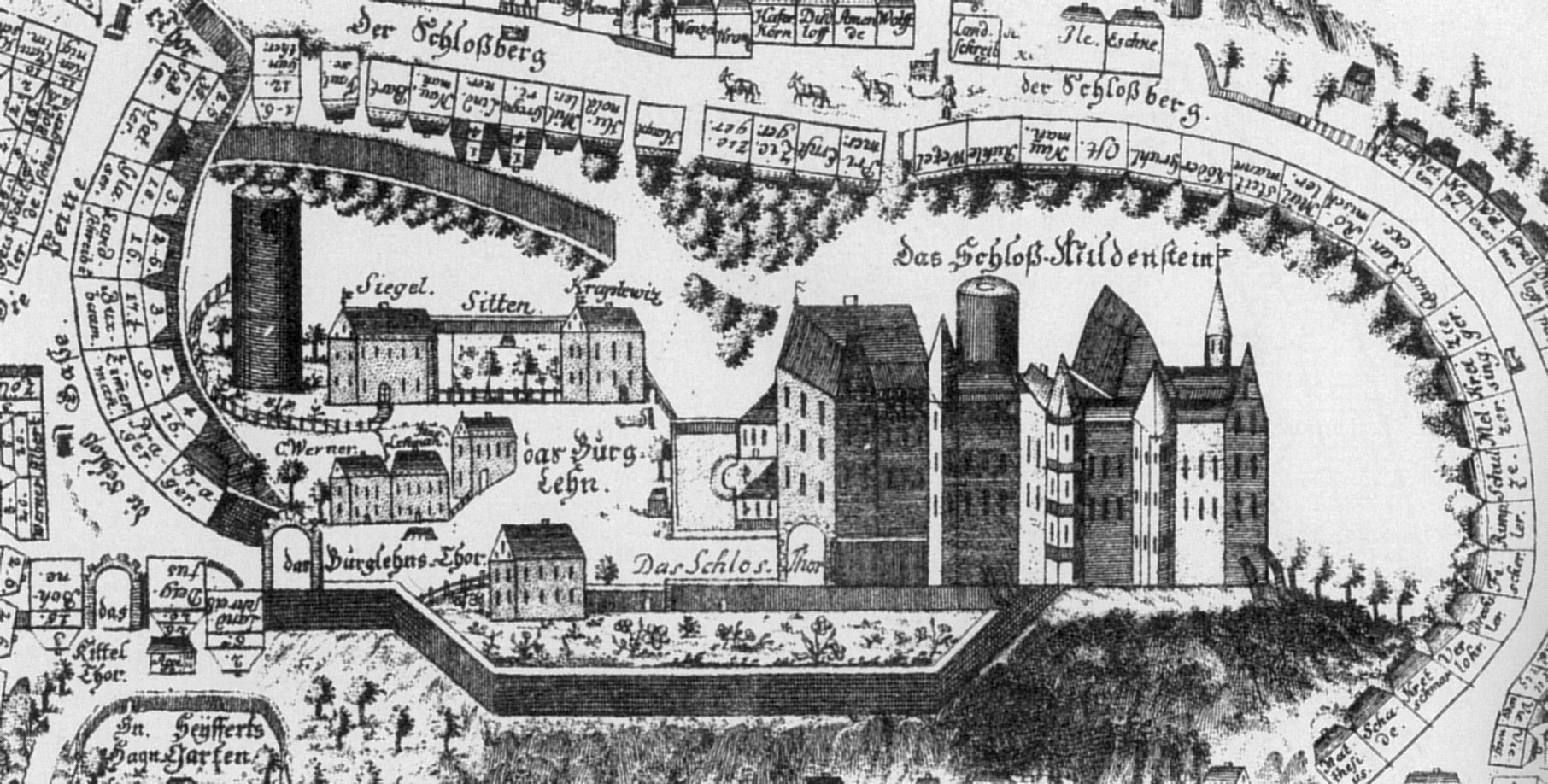
Ausschnitt aus dem Stadtplan von 1753 (Johann Kamprad), der den Bergfried der nicht mehr vorhandenen zweiten Vorburg, im mit Häusern bebauten „Burglehn“, zeigt.
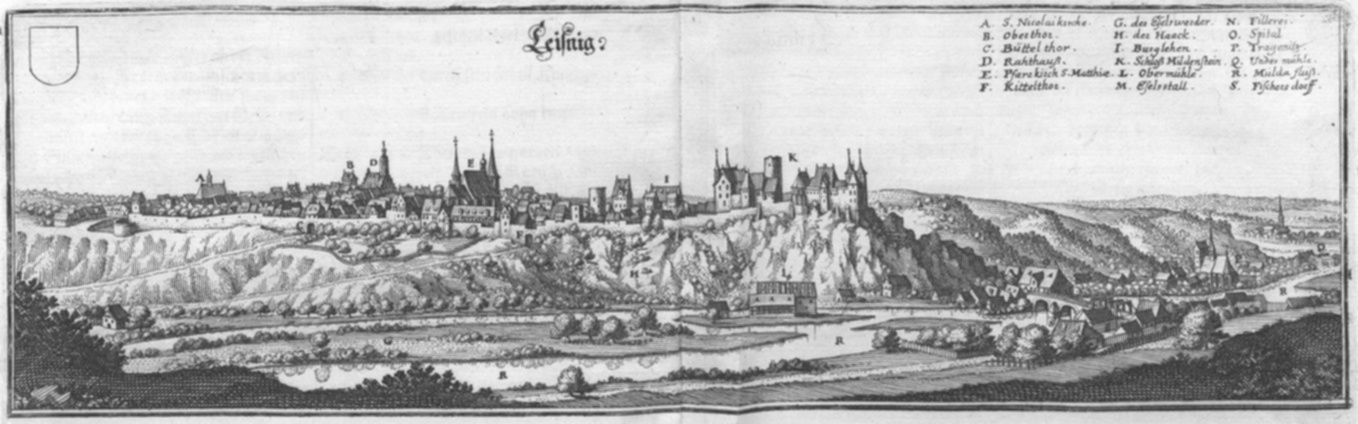
Die Meriandarstellung (1650) zeigt die tiefer liegende zweite Vorburg mit deren Bergfried als noch existierenden Burgteil

Von der zweiten Vorburg, die nach Verlust der militärischen Bedeutung offenbar aufgegeben und anderweitig genutzt wurde hat sich im Stadtgebiet vor dem Vorderschloß (erste Vorburg) ein ruinöser Bergfried erhalten. Dieses Areal ist nicht Teil der museal genutzten Burganlage.
Die Aufteilung der Leisniger Burg in Hinterschloß, Mittelschloß, Vorderschloß und zweite Vorburg – und insbesondere der Bau von zwei Bergfrieden – zeigt die herausragende Bedeutung, die man im Mittelalter dieser Burg beigemessen hat. In Sachsen haben ansonsten wohl nur Reichsburg Rochlitz, Burg Kohren und Burg Strehla zwei Bergfriede.
Im Burglehn befanden sich die Wohnsitze der Burgmannen.